# Stazione di Verucchio
La stazione di Verucchio era una stazione ferroviaria posta lungo la ferrovia Rimini-Novafeltria, chiusa nel 1960, a servizio del comune di Verucchio.
L'edificio è divenuto in seguito parte di un centro di ricerca delle Nazioni Unite.